# Joe Astley
John Emmanuel "Joe" Astley (tháng 4 năm 1899 – tháng 10 năm 1967) là một cầu thủ bóng đá người Anh. Ông thường thi đấu ở vị trí hậu vệ. Ông sinh ra ở Dudley, Worcestershire, thi đấu cho Manchester United, Cradley Heath, và Notts County.